# Hoplias brasiliensis
Hoplias brasiliensis är en fiskart som först beskrevs av Johann Baptist von Spix och Agassiz 1829.  Hoplias brasiliensis ingår i släktet Hoplias och familjen Erythrinidae. Inga underarter finns listade i Catalogue of Life.